# 幻獸奇緣
《幻獸奇緣》是日本漫畫家飯田晴子創作的日本漫畫作品。全套共10集。於角川書店漫畫雜誌《Fandera》1996年至2000年期間進行連載。單行本全10卷。

## 劇情大綱
居住於聖少女之村的康妮為了要成為「聖少女」而前往天上宮殿修行與學習。
在那裡，她遇見了七種不同顏色的獨角獸，這些聖獸各自代表不同的「神聖的愛」，而「聖少女」的修行就是必須習得何謂神聖的愛...。

## 登場角色

### 主角
- 康妮（康娜莉亞．多雷伊斯卡里）：

來自聖少女之村的少女，
從小在父母親的疼愛下長大，有一點點愛撒嬌。
因為擁有父母親滿滿的愛，
所以康妮的心中總是充滿了勇氣與希望。
| 年紀    | 血型 | 身高     | 喜歡的顏色 | 喜歡的東西 |
| ------- | ---- | -------- | ---------- | ---------- |
| 14歲[1] | O型  | 153cm[1] | 白色       | 馬         |

#### 獨角獸
- 羅賓（羅賓．雷庫力西斯）：

是在地上早已絕跡的白色獨角獸，唯一僅存的一隻。
雖然總是一副冷酷又彆扭的樣子，
其實心中是很渴望被愛的。
他在未得到女神的許可之下擅入人間，而與康妮相遇。
| 年紀    | 血型 | 身高     | 喜歡的顏色 | 喜歡的東西 |
| ------- | ---- | -------- | ---------- | ---------- |
| 19歲[1] | A型  | 178cm[1] | 粉紅色     | 小動物     |
- 史汪（史汪．傑比特）：黃色獨角獸

個性溫和得讓每個人都會喜歡他，是那種無論和哪種人都能合得來的好好先生。
熱愛藝術，經常思念媽媽。
是第一個和康妮合力讓聖許可證發出光芒的獨角獸。
和羅賓、亞爾等人是朋友。
| 年紀    | 血型 | 身高     | 喜歡的顏色 | 喜歡做的事 |
| ------- | ---- | -------- | ---------- | ---------- |
| 18歲[1] | B型  | 175cm[1] | 紫色       | 喝下午茶   |
- 亨利（亨利．安．魯貝特）：綠色獨角獸

其實膽怯的他一直都以驕傲的自尊武裝自己和不安奮戰。
這種假相一旦崩潰，反而更傷痛。
為自己的病情苦惱不已，
幸好得到康妮與梅格的幫助。
| 年紀    | 血型 | 身高     | 喜歡的顏色 | 喜歡的東西 |
| ------- | ---- | -------- | ---------- | ---------- |
| 16歲[1] | A型  | 165cm[1] | 淺藍色     | 古董       |
- 亞爾（亞爾法雷．霍克）：紅色獨角獸

是個相當硬派，而且非常不擅言詞的頑固份子。
遊牧民族，對陌生人和朋友的態度相差十萬八千里。
如果和他變成朋友的話，就會以真心相待。
| 年紀    | 血型 | 身高     | 喜歡的顏色 | 喜歡做的事 |
| ------- | ---- | -------- | ---------- | ---------- |
| 21歲[1] | AB型 | 197cm[1] | 藍色       | 騎馬       |
- 克利斯（克利斯．諾萊安．漢朋）：紫色獨角獸

外表和性格間落差最大的人。
看起來好像一副很神經質的樣子，實際上個性粗魯而且粗枝大葉。
即然個性如此，也就對自己的缺點馬馬虎虎，對他人的缺點自然也不會吹毛求疵。
豪放的笑容給人深刻的印象。
| 年紀    | 血型 | 身高     | 喜歡的食物 | 討厭的食物 |
| ------- | ---- | -------- | ---------- | ---------- |
| 23歲[1] | O型  | 180cm[1] | 水果       | 乳酪       |
- 史都華（史都華．Ｒ．馬歇爾）：

彬彬有禮地對待女性、兒童，正如門大叔所說「熟知對待女性的方式」。
對同性卻抱持「男兒當自強」的立場，決不假以辭色。
週末常為消除心的疲勞，出入獨角獸之村。
是獨角獸之村的常客，是史汪是點頭之交。
| 年紀    | 血型 | 身高     | 喜歡的食物 | 討厭的食物 |
| ------- | ---- | -------- | ---------- | ---------- |
| 25歲[1] | B型  | 195cm[1] | 棉花糖     | 奶油煎鮭魚 |
- 高星：

擁有燃燒的眼神，中國（清朝）的皇子。
常和與他長相神似的勻官交換身分，親自走訪民，揭發反清組織。
在他身旁似乎沒有能夠理解他的女性，完全沒有女人緣。
雖然偶爾可以看到他個性中好強、激情的部分，但因為太過行動派，以至於常常遭遇失敗挫折，也常因此感到頹喪。
不過總能真誠的反省，是個善於把握機會，開朗活潑的少年。
| 年紀    | 血型 | 身高     | 喜歡的食物 | 討厭的食物 |
| ------- | ---- | -------- | ---------- | ---------- |
| 15歲[1] | B型  | 170cm[1] | 燒賣       | 山楂糖     |

#### 聖少女之村
- 辛西亞：

康妮最仰慕的鄰家大姊姊，完成聖少女修行後回村舉行婚禮，並將木馬（聖許可證）贈與康妮。
- 巴奈德：

辛西亞之夫，獨角獸之一。
- 亞妮塔．多雷伊斯卡里（康妮之母）：

在康妮之父15歲時相識，也是在天上宮殿完成取得聖少女的資格。
- 丹．多雷伊斯卡里（康妮之父）：

紫色獨角獸，在康妮之母16歲時相識。對女兒康妮及妻子的稱呼都是：「親愛的」

#### 獨角獸宮殿
- 女神陛下
- 阿伊甘古‧阿烏斯甘古

#### 聖少女宿舍
- 恰伊姆：

在聖少女宿舍當女侍，並負責訓練雙生鳥，是由金絲雀變為人型在天上工作的。
- 梅姬（梅姬弗麗．普力安特．卜林西法爾）：

在聖少女宿舍身兼生活導師、宿舍長之職，鼻子與嘴巴之間有粒痣，為人穩重可靠
- 蘿絲（蘿絲‧瑪斯金）：

18歲，最年長的聖少女。
- 梅格（梅格‧華特）：

17歲，身高174cm，高挑冷靜的聖少女。
- 波蒂（波特莉西安‧艾斯坦）：

14歲，康妮最要好的朋友。
- 魯康特姊妹：

姊姊潔西卡16歲，妹妹莎姆15歲，幾乎永遠都一起出現。

#### 聖少女鎮
- 卡古喵：

鎮上布店的店員，圖書館擺渡人以萩的姊姊。
- 以萩：

圖書館的擺渡人，用小舟載運閱覽者在時間之河上滑行以找出所需的書籍，布店店員卡古喵的弟弟。

## 用語

### 地理
- 聖少女之村：

康妮的故鄉，據說村內每個少女都有聖少女的血統。
- 獨角獸宮殿：

位於天上煥發七色虹彩的宮殿，這裡有愛之女神，以及可以通往獨角獸房間的鏡之迴廊。
- 獨角獸之城：

是各地獨角獸們交際應酬消磨時間的場所，有一家叫作「一角」的酒吧。
- 聖少女鎮：

位於聖少女宿舍旁的奇妙小鎮，有各式各樣的商店，供給少女們生活所需的地方。
- 鏡之迴廊：

一個無遠弗屆的空間，連接天上與獨角獸房間的迴廊。完全由鏡子組成，映照其中的是觀看者的內心…。沒有水晶之鑰就進入鏡之迴廊是相當危險的。
- 迷路之森：

聖少女們只要進入這座森林就會迷路。
- 天空之湖：

七彩虹柱由天空灌注在湖中央的菩提樹，美麗的景色常是聖少女們野餐散心的最佳景點。

### 知識
- 水晶之鑰

在可通往地上各獨角獸房間的鏡之迴廊中，少女必須靠水晶之鑰，前往獨角獸的房間。
- 聖許可證

外型是個小木馬，這是宮殿少女們必須每日隨身攜帶的信物，由天界菩提樹為原料製成，隨女神陛下的愛而行動，可說是少女們的幸運符。
當聖少女和獨角獸心靈相通時，聖許可證便會發出光芒，並且吸收獨角獸所持有的顏色力量。
在聖少女之村中，當聖少女被７匹獨角獸護送回家鄉，並且和７人之中的１人舉行婚禮時，會將木馬當成棒花，交給下一位聖少女的候選女孩當信物。
- 七色之力

想成為聖少女，就必須收集七種顏色的獨角獸之力，進而找到真實的愛。
| 顏色 | 順序     | 代表       |
| ---- | -------- | ---------- |
| 綠   | 第一的愛 | 神聖的眼光 |
| 粉紅 | 第二的愛 | 神聖的思想 |
| 紫   | 第三的愛 | 神聖的言語 |
| 紅   | 第四的愛 | 神聖的職責 |
| 藍   | 第五的愛 | 神聖的生活 |
| 橙   | 第六的愛 | 神聖的精進 |
| 黃   | 第七的愛 | 神聖的祈禱 |
- 虹柱

當少女習得七色之力中任何一種神聖的愛之時，該色獨角獸之力就會被少女的聖許可證吸收並發出極大的光芒。

### 生物
- 雙生鳥

兩隻會互相模仿的鳥，可用於親友傳訊。每一對的叫聲跟外型都不相同。

## 出版書籍
單行本
| 卷數 | 角川書店       | 角川書店               | 台灣東販       | 台灣東販           |
| 卷數 | 發售日期       | ISBN                   | 發售日期       | ISBN               |
| ---- | -------------- | ---------------------- | -------------- | ------------------ |
| 1    | 1996年10月30日 | ISBN 978-4-04-852751-4 | 1997年6月14日  | ISBN 957-64-3495-5 |
| 2    | 1997年4月7日   | ISBN 978-4-04-852789-7 | 1997年8月14日  | ISBN 957-64-3543-9 |
| 3    | 1997年9月29日  | ISBN 978-4-04-852865-8 | 1997年11月27日 | ISBN 957-64-3606-0 |
| 4    | 1998年4月28日  | ISBN 978-4-04-852919-8 | 1998年7月31日  | ISBN 957-64-3769-5 |
| 5    | 1998年8月28日  | ISBN 978-4-04-852987-7 | 1998年11月27日 | ISBN 957-64-3824-1 |
| 6    | 1999年1月7日   | ISBN 978-4-04-853037-8 | 1999年4月30日  | ISBN 957-64-3894-2 |
| 7    | 1999年4月30日  | ISBN 978-4-04-853080-4 | 1999年6月29日  | ISBN 957-64-3910-8 |
| 8    | 1999年9月24日  | ISBN 978-4-04-853121-4 | 1999年12月29日 | ISBN 957-64-3985-X |
| 9    | 2000年2月28日  | ISBN 978-4-04-853183-2 | 2000年8月29日  | ISBN 957-47-3026-3 |
| 10   | 2000年10月30日 | ISBN 978-4-04-853259-4 | 2001年4月26日  | ISBN 957-47-3167-7 |

文庫版
| 卷數 | HOME社         | HOME社                 |
| 卷數 | 發售日期       | ISBN                   |
| ---- | -------------- | ---------------------- |
| 1    | 2009年10月16日 | ISBN 978-4-83-427450-9 |
| 2    | 2009年10月16日 | ISBN 978-4-83-427451-6 |
| 3    | 2009年11月18日 | ISBN 978-4-83-427452-3 |
| 4    | 2009年11月18日 | ISBN 978-4-83-427453-0 |
| 5    | 2009年12月15日 | ISBN 978-4-83-427454-7 |
| 6    | 2009年12月15日 | ISBN 978-4-83-427460-8 |
| 7    | 2010年1月19日  | ISBN 978-4-83-427461-5 |